# Nantis
Nantis is een monotypisch geslacht van straalvinnige vissen uit de familie van de karperzalmen (Characidae).

## Soort
- Nantis indefessus (Mirande, Aguilera & Azpelicueta, 2004)